# Höchstetter (Patriziergeschlecht)

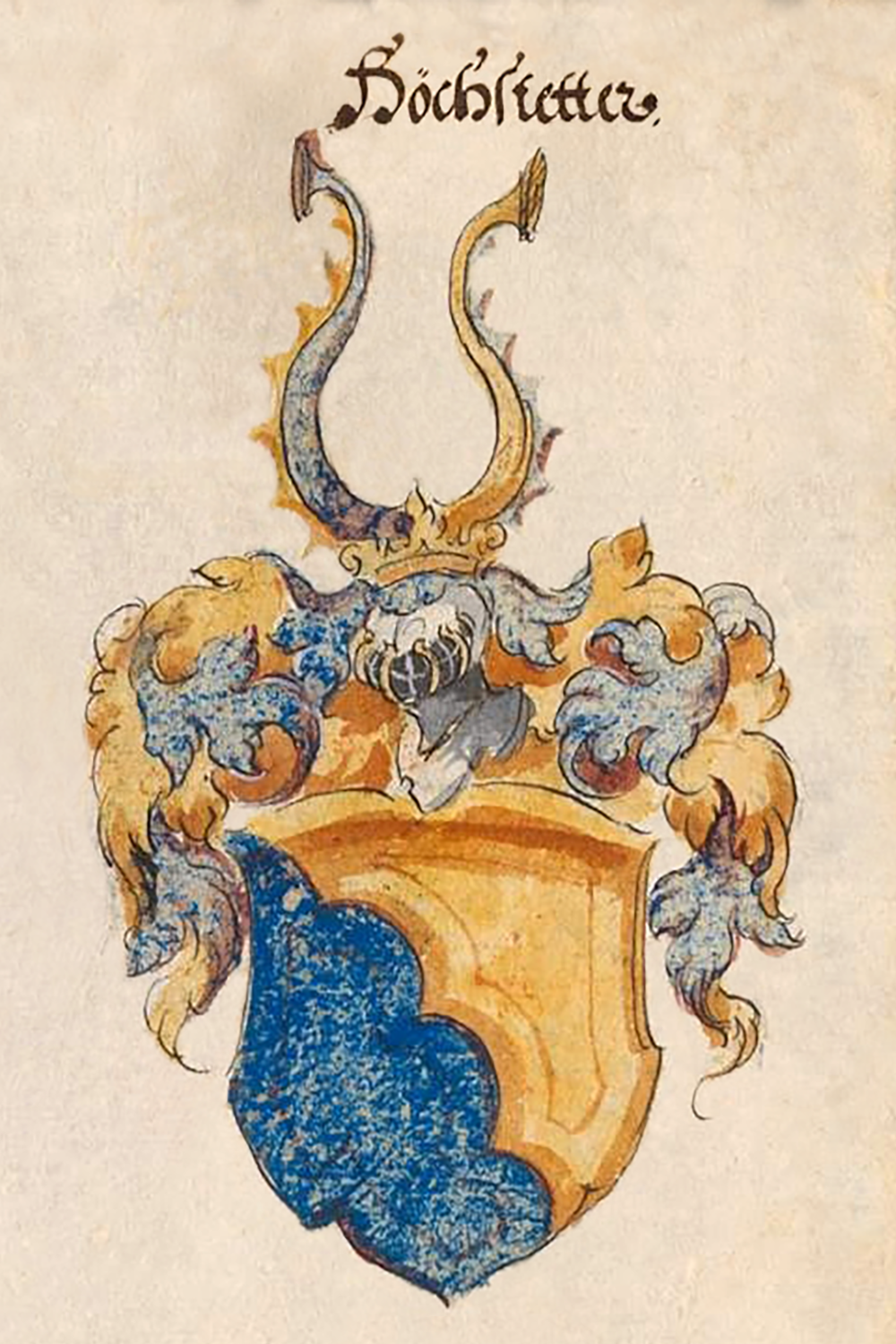
Wappen der Höchstetter

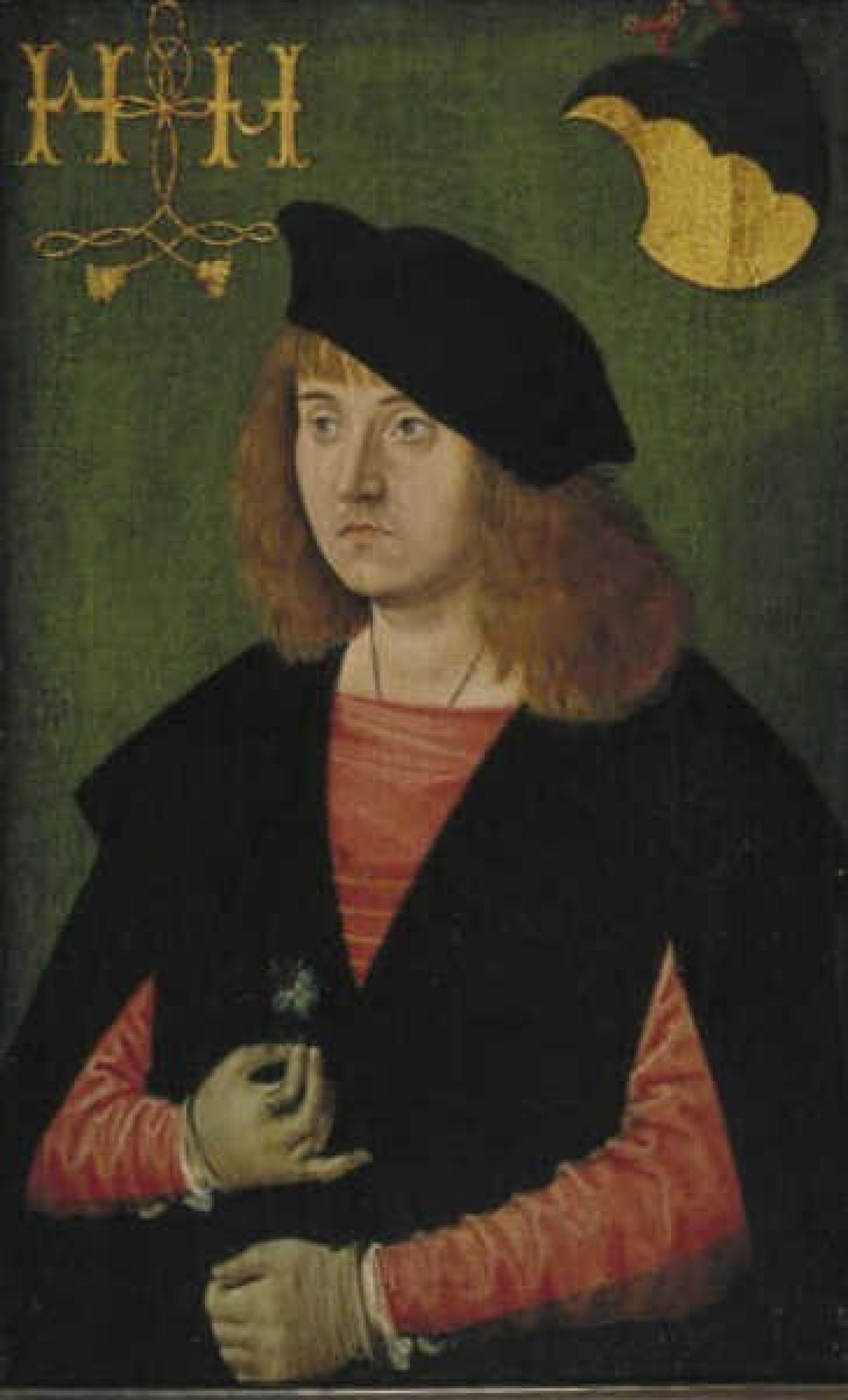
Hans Höchstetter auf einem Gemälde von Thomas Burgkmair

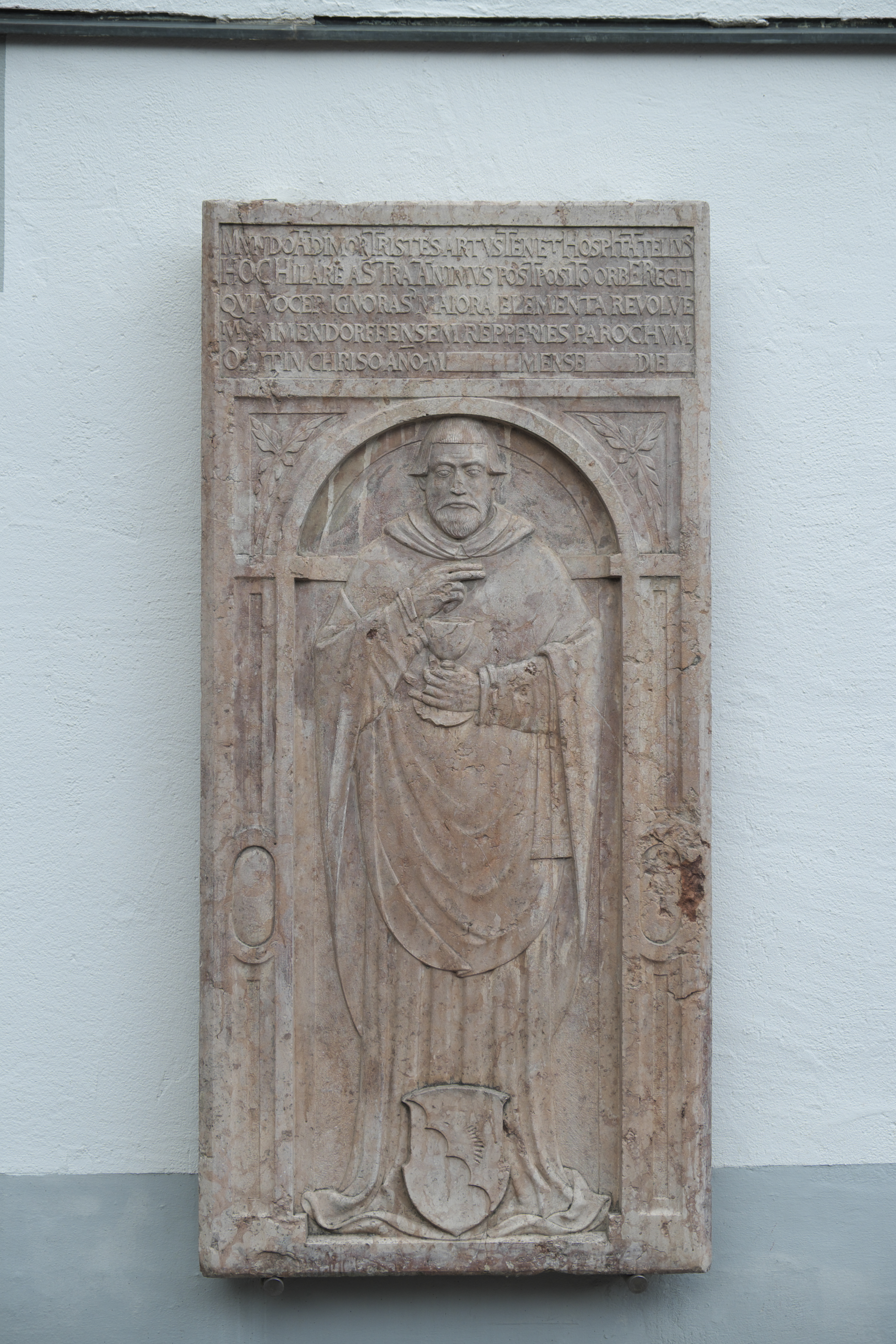
Grabplatte für den Pfarrer Matthias Hochstätter, Kammerer des Kapitels in Glonn († 1610)

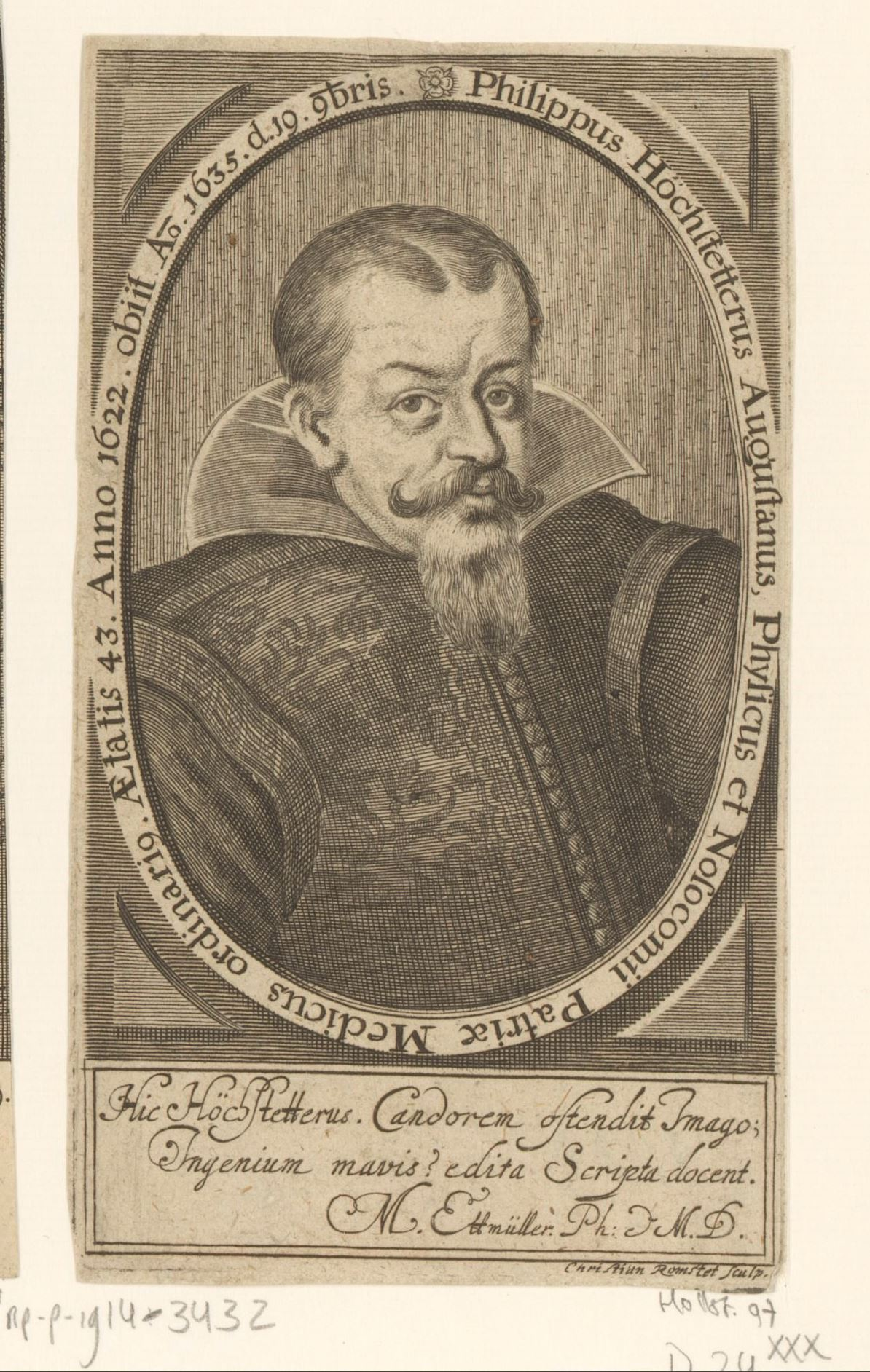
Philipp Höchstetter (1579–1636)

Höchstetter ist der Name eines Patriziergeschlechts aus Augsburg. Die Familie wurde 1518 in den Reichsadelsstand erhoben.

## Geschichte
Die Höchstetter waren Nachkommen staufischer Ministerialen aus Höchstädt an der Donau; erstmals urkundlich erwähnt wurden sie gegen Ende des 13. Jahrhunderts und sind seither als Bürger von Dillingen, Donauwörth und Augsburg nachweisbar. In der ersten Hälfte des 15. Jahrhunderts waren die Mitglieder der Höchstetter in Augsburg im Bleicherhandwerk und als Gewandschneider tätig. Besonders unter der Führung von Ulrich V. (1422–1497) vollzog sich dann der Aufstieg der Familie zu Groß- und Fernhändlern für Tuche und Textilien. Der Tuchgroßhandel mit niederländischer Ware war lange Jahre der Mittelpunkt der Höchstetter Geschäfte. 1486 gründete Ambrosius I. bzw. der Ältere (1463–1534) nach seiner in Brügge erfolgreich absolvierten Ausbildung die erste Faktorei Augsburger Kaufleute in Antwerpen. In den ersten Jahrzehnten des 16. Jahrhunderts waren die Augsburger Höchstetter nach den Fuggern und Welsern das bedeutendste oberdeutsche Handelshaus.

### Die ersten Jahrzehnte des 16. Jahrhunderts
Die Antwerpener Niederlassung spielte eine entscheidende Rolle bei der Ausweitung der Handelsbeziehungen nach Portugal. In dieser Stadt verkauften sie Metalle, vor allem Kupfer und Messing, an die portugiesische Faktorei in Antwerpen und erwarben zusammen mit den Fuggern einen Teil der Gewürze, die die Portugiesen aus Indien mitbrachten. 1505 investierten die Höchstetter 4.000 Cruzados im Rahmen eines Konsortiums unter Führung der Welser in die Ausrüstung dreier Schiffe der insgesamt 20 Schiffe umfassenden Armada von Dom Francisco de Almeida nach Indien. Das Unternehmen erbrachte einen Gewinn von 150 %. Zu Beginn des 16. Jahrhunderts wurde auch eine Handelsniederlassung in Lissabon errichtet.
Anfang des 16. Jahrhunderts besaßen sie ein großes Handels- und Bankhaus in Augsburg mit Filialen in Antwerpen, Brügge, Lissabon, Venedig (im Fondaco dei Tedeschi) und Lyon. In dieser Zeit führte Ambrosius der Ältere das Familienunternehmen durch Bunt- und Edelmetallhandel, Bergbaubeteiligungen und Geldgeschäfte an die Spitze der oberdeutschen Handelshäuser. Die Höchstetter erhielten kaiserliche Privilegien für den Kupferbergbau und die Errichtung einer Messinghütte in Pflach (Tirol). Sie agierten als Montanunternehmer in Schwaz, Taufers (Tirol) und im damaligen ungarischen Neusohl (heute Banská Bystrica in der Slowakei), errichteten Schmelzwerke in Jenbach und 1509 auch eine Messinghütte in Steinebach (Tirol). In den Jahren 1511–17 beherrschten die Höchstetter einen erheblichen Teil der Tiroler Silber- und Kupferbergbaus. 1517 scheiterte der Versuch, ein Kupferkartell mit den Fuggern zu bilden, am Konkurrenzkampf beider Gesellschaften.
Die umfangreichen Geldgeschäfte mit den Habsburgern brachten die Ernennung von Ambosius I. zum kaiserlichen Rat und 1518 folgte für ihn und seine Brüder und Nachkommen die Nobilitierung ('Hoechstett von Burckwalden') durch Kaiser Maximilian I. Bereits 1512 hatte Ambrosius der Ältere das Dorf Ettenhofen gekauft und errichtete dort ein Wasserschloss, einen Bauhof und 1513 die Kirche. Ihre guten Kontakte zum kaiserlichen Hof halfen den Höchstettern auch bei verschiedenen juristischen Auseinandersetzungen, wie z. B. Bei einem Prozess vor dem Reichskammergericht wegen Übervorteilung bei der Gewinnberechnung eines ihrer Gesellschafter. Dieser Streit, der die allgemeine Kritik in der Öffentlichkeit an den mächtigen Handelsgesellschaften und Monopolen verschärfte, schadete den Hoechstettern erheblich. 1523 wurde gegen sie, wie gegen andere Handelshäuser, vom Reichsfiskal Monopolklage erhoben. Richard Ehrenberg bezeichnete die Höchstetter als die verhasstesten Monopolisten ihrer Zeit.

### Der Niedergang der Höchstetter-Gesellschaft
Seit 1524 konzentrierte sich Ambrosius I. und seine Gesellschaft auf umfangreiche Geschäfte mit Quecksilber. Neben dem Warenhandel mit Tuchen, Getreide, Holz, Erzen und Gewürzen gelang es, die böhmische Quecksilberproduktion zu beherrschen und sich den Alleinvertrieb zu sichern. Sie hatten für etwa 200.000 Gulden in ganz Europa Quecksilber und Zinnober aufgekauft und glaubten, den Markt zu kontrollieren und ein Monopol aufbauen zu können. Als jedoch neue reiche Fundstätten in Spanien und Ungarn entdeckt wurden, scheiterte der Plan, auch diese Vorkommen in die Hand zu bekommen. Ihre Spekulation schlug fehl. Sie waren gezwungen, ihre gehorteten Quecksilber- und auch Zinnobervorräte verlustreich zu verkaufen und verloren dabei ein Drittel des ursprünglichen Kaufpreises. Immer mehr Gläubiger, darunter viele Kleinanleger, die etwa 1 Million Gulden zu 5 % bei den Höchstettern angelegt hatten, forderten ihr Geld zurück. Die negative Geschäftsentwicklung führte schließlich 1529 zum Bankrott der Gesellschaft. Es folgte ein zweijähriger Prozess über die Verteilung der Konkursmasse. Vor Gericht argumentierte der Leiter des Unternehmens, Ambrosius Höchstetter der Ältere, dass er bis zum letzten Moment nicht wusste, dass das Unternehmen eine solch dramatische Phase durchlaufen würde. Er gab an, dass er sich auf die Gewinne aus den in den Niederlanden und Portugal getätigten Geschäften verlassen habe.
Der Niederlassungsleiter der Gesellschaft in Antwerpen, Lazarus Tucher, erwarb Anfang Juni 1529 Forderungen der Höchstetter in Portugal und Antwerpen, darunter eine bedeutende
Menge Pfeffer, Quecksilber und Zinnober, die ihnen der König von Portugal schuldete. Außerdem übernahm Tucher eine erst im Februar 1529 vertraglich vereinbarte Verbindlichkeit der Höchstetter gegen deren gesamten Grundbesitz in Antwerpen. Die Passiva der Höchstetter betrugen selbst dann noch über 400.000 Gulden, wovon mehr als 150.000 bereits gekündigt waren. Nach einer nüchternen Schätzung standen dem nur 180.000 Gulden werthaltige Aktiva gegenüber, von denen sogar nur 70.000 Gulden als sicher bezeichnet werden konnten. Die Höchstetter verloren daher den Prozess und der Zusammenbruch war nicht mehr aufzuhalten. Auf Antrag der Gläubiger warf der Rat der Stadt Augsburg 1531 Ambrosius I. mit seinem Sohn und seinem Neffen ins Schuldgefängnis, wo er 1534 starb. Daniel Höchstetter, ein Enkel von Ambrosius I., gelangte in England zu Wohlstand und Ehren. Er starb Ende des 16. Jahrhunderts als Bergwerksdirektor im englischen Keswick.

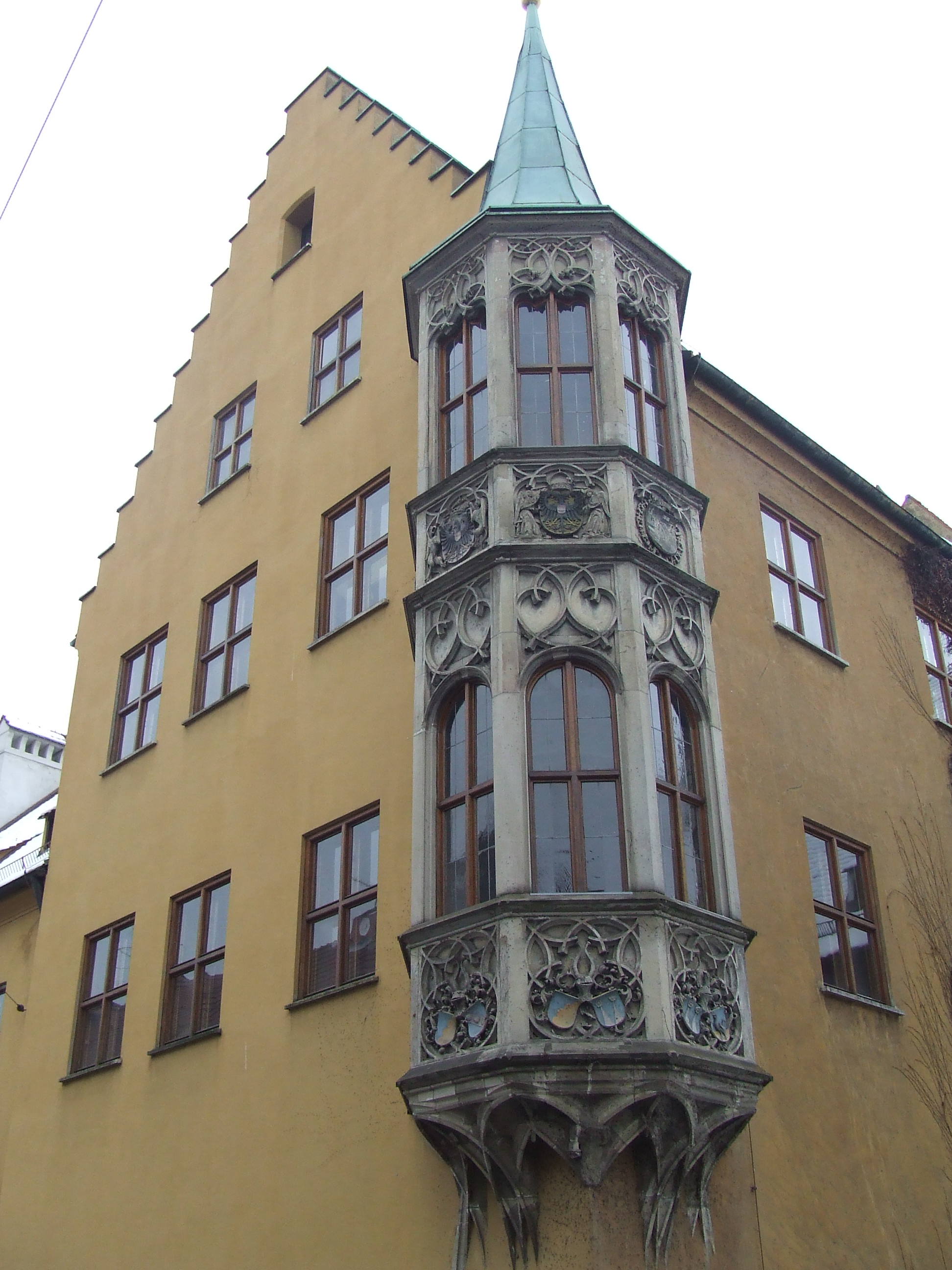
Höchstetter-Erker am Senioratsgebäude der Fuggerei in Augsburg

## Höchstetter-Haus
Das großbürgerliche Handelshaus befand sich am Kesselmarkt in Augsburg (Standort) neben dem Kloster St. Martin (Standort). Es wurde 1504/07 im Auftrag von Ambrosius dem Älteren von Jakob Zwitzel auf einem Eckgrundstück erbaut und mit aufwendiger Fassadenmalerei versehen. Bei den Luftangriffen auf Augsburg im Februar 1944 erfolgte die völlige Zerstörung des Hauses. Lediglich der polygonale Eckerker, der vermutlich von Gregor Erhart geschaffen worden war, blieb erhalten und wurde im Zuge der Trümmerräumung sorgfältig abgenommen, zerlegt und aufbewahrt. Nach gründlicher Restaurierung integrierte man den Erker 1962 in das Senioratsgebäude der Fuggerei (Standort).

## Bedeutende Familienmitglieder
- Ulrich V. Höchstetter (1422–1497), Zunftmeister der Gewandschneider in Augsburg, Kaufmann
- Georg Höchstetter (1453–1552), Kaufmann in Augsburg
- Ambrosius Höchstetter der Ältere (1463–1534), Textilkaufmann, Bankier in Augsburg[20]
- Joachim I. Höchstetter (1505–1535), Kaufmann in Augsburg, Bergwerksverwalter[21]
- Joachim II. Höchstetter (1523–1597), Handelsherr in Augsburg
- Daniel Höchstetter (1525–1581), Bergwerksbetreiber in Keswick[16][17]
- Philipp Höchstetter (1579–1636), Apotheker, Mediziner, Student in Basel
- Sophie Hoechstetter (1873–1943), fränkische Schriftstellerin und Malerin

Bis auf wenige Ausnahmen findet sich der Familienname Höchstetter heute fast ausschließlich im süddeutschen Raum, vor allem jedoch in Ostbayern.